# Trémuson
Trémuson (tiếng Breton: Tremuzon) là một xã của tỉnh Côtes-d’Armor, thuộc vùng Bretagne, tây bắc Pháp.

## Dân số
Người dân ở Trémuson được gọi là Trémusonnais.